# Dr. Bloodmoney, or How We Got Along After the Bomb
Dr. Bloodmoney, or How We Got Along After the Bomb (Doctor Bloodmoney sau Cum am luat-o de la capăt, după căderea Bombei) este un roman științifico-fantastic din 1965 al scriitorului american Philip K. Dick. A fost nominalizat la premiul Nebula  pentru cel mai bun roman în 1965.
Dick a scris romanul în 1963 cu titlu de lucru In Earth's Diurnal Course și A Terran Odyssey. Totuși, editorul Ace Donald A. Wollheim a sugerat titlul final care face referire la filmul Dr. Strangelove or: How I Learned to Stop Worrying and Love the Bomb (regia Stanley Kubrick, 1964).

## Prezentare
Dr. Bloodmoney are loc într-un viitor post-apocaliptic. În 1972, înainte de începerea narațiunii, dr. Bruno Bluthgeld (în limba germană are sensul de „Money-Blood”, bani murdari) a condus un proiect de testare a armelor nucleare ca măsură de protecție împotriva Chinei comuniste și a Uniunii Sovietice. Cu toate acestea, un calcul greșit a provocat un accident nuclear atmosferic care a dus la răspândirea precipitațiilor radioactive și a unor mutații genetice. Mai recent, Statele Unite au fost implicate într-o perioadă prelungită de ostilități cu China și Uniunea Sovietică ceea ce a dus la un război în Cuba. 

## Alte versiuni
Dick a adunat extrase din dr. Bloodmoney într-o poveste scurtă în 1964. Această versiune, intitulată A Terran Odyssey, a fost publicată pentru prima dată în volumul cinci din The Collected Stories of Philip K. Dick în 1987. 

## Legături externe
- Dr. Bloodmoney cover art gallery
- Dr. Bloodmoney la  Worlds Without End